# Cratoneuropsis chilensis
Cratoneuropsis chilensis là một loài Rêu trong họ Amblystegiaceae. Loài này được (Lorentz) Ochyra mô tả khoa học đầu tiên năm 2008.